# Ruth Durrer
Pour les articles homonymes, voir Durrer.
Ruth Durrer (née le 22 janvier 1958 à Kerns) est une physicienne suisse, professeure de cosmologie à l'Université de Genève. Elle travaille sur le fond cosmique des micro-ondes, la cosmologie branaire et la gravité massive.

## Origines et famille
Ruth Durrer naît le 22 janvier 1958 à Kerns, dans le canton d'Obwald, en Suisse. Ses parents sont ouvriers. Elle est la quatrième de cinq sœurs. Elle grandit dans le canton d'Obwald, à la ferme.
Elle est mariée au peintre Martin Zimmermann et mère de trois enfants.

### Formation
Après son diplôme d'études secondaires, elle fait l'école normale et devient enseignante,.
Elle étudie la physique théorique de 1978 à 1983 à l'Université de Zurich,, tout en travaillant comme serveuse. Elle achève son doctorat sur la théorie des perturbations avec Norbert Straumann en 1988.
Elle est chercheuse postdoctorale à l'université de Cambridge pendant un an, avant de rejoindre l'université de Princeton en 1989. Durrer retourne à Zurich en 1991, où elle bénéficie d'une bourse postdoctorale.

## Recherche et carrière
Ruth Durrer est nommée professeure assistante à l'Université de Zurich en 1992 et professeure ordinaire à l'Université de Genève en 1995. Elle est membre[Jusqu'à quand ?] de l'Institut Périmètre de physique théorique. Elle travaille sur le fond cosmique des micro-ondes et la gravité massive (en). La gravité massive décrit un univers en expansion avec des gravitons massifs, qui affaiblissent la gravité à grande échelle. Durrer utilise les observations cosmologiques comme test de relativité générale.
Durrer a largement contribué à la compréhension théorique des défauts topologiques. Elle a montré que les textures cosmiques peuvent supprimer les pics acoustiques du spectre de puissance angulaire du fond diffus cosmologique. Ces résultats confirment que les textures cosmiques ne sont pas responsables de la répartition de la matière dans l'univers observé. Elle a travaillé avec Neil Turok pour démontrer qu'il est possible d'utiliser des expériences terrestres en laboratoire pour tester les transitions de phase cosmologiques (en) dans l'univers primitif. Il s’agit notamment de l’utilisation de cristaux liquides pour étudier les solutions de mise à l’échelle des réseaux de chaînes. Elle a également démontré que les fluctuations de densité dans l'univers primitif peuvent donner lieu à des champs magnétiques cosmologiques,,. Elle a montré que les propriétés d’échelle de ces champs magnétiques primordiaux peuvent être déterminées uniquement par des arguments de causalité.
Durrer a étudié une zone étendue de l'espace, la divisant en 60 milliards de zones et utilisant la bibliothèque C++ LATfield2 avec un superordinateur pour étudier le mouvement des particules individuelles. Elle a utilisé les équations d'Einstein pour calculer la distance dans l'espace métrique, en comparant cela avec la prédiction des méthodes de Newton. Elle a étudié l'énergie sombre.

## Prix et distinctions
Ruth Durrer est lauréate en 1992 du Prix Schaefli de l'Académie suisse des sciences naturelles.
Elle est élue à Academia Net par le Fonds national suisse en 2012. Elle est membre du comité de la Société internationale sur la relation générale et la gravitation, au sein de l'Union internationale de physique pure et appliquée. 
Elle a occupé des postes universitaires invités à l'université de Californie à Berkeley, à l'université de Princeton, à l'université Paris-Sud et à l'Institut Galileo Galilei. 
Elle reçoit le titre de docteur honoris causa de l'université Toulouse-III-Paul-Sabatier en 2023 et le prix Jules-Janssen de la Société astronomique de France en 2024.

## Publications
- Ruth Durrer, Juan García-Bellido et Mikhail Shaposhnikov, Cosmology and Particle Physics, Melville, New York, American Institute of Physics, 2001 (ISBN 1563969866, OCLC 46930644)
- Ruth Durrer, The Cosmic Microwave Background, Cambridge University Press, 2008 (ISBN 9780511817205, OCLC 297170401, DOI 10.1017/CBO9780511817205, S2CID 118734246)[24].